# Habropogon albibarbis
Habropogon albibarbis là một loài ruồi trong họ Asilidae. Habropogon albibarbis được Macquart miêu tả năm 1838. Loài này phân bố ở vùng Cổ Bắc giới.